# Ярослав Незгода
Ярослав Незгода (пол. Jarosław Niezgoda, нар. 15 березня 1995, Понятова) — польський футболіст, нападник клубу «Легія».
Грав за молодіжну збірну Польщі.
Володар Кубка Польщі. Чемпіон Польщі. 

## Клубна кар'єра
Народився 15 березня 1995 року в місті Понятова. Вихованець футбольної школи клубу «Вісла» (Пулави). У дорослому футболі дебютував 2012 року виступами за команду цього ж клубу, в якій провів чотири сезони, взявши участь у 64 матчах чемпіонату.Був одним з головних бомбардирів команди, маючи середню результативність на рівні 0,38 голу за гру першості.
Своєю грою за цю команду привернув увагу представників тренерського штабу клубу «Легія», до складу якого приєднався 2016 року. Провівши одну гру у чемпіонаті, був відданий в оренду до хожувського «Руха», у складі якого провів наступний рік своєї кар'єри гравця, відзначившись десятьма голами у 27 іграх Екстракляси.
2017 року повернувся з оренди до «Легії», в якій протягом першого сезону у тих же 27 іграх польської першості 13 разів відзначався збатими голами, допомігши столичній команді здобути чемпіонський титул.

## Виступи за збірну
Протягом 2016–2018 років залучався до складу молодіжної збірної Польщі. На молодіжному рівні зіграв у 5 офіційних матчах, забив 1 гол.

## Титули і досягнення
- Володар Кубка Польщі (1):

«Легія»: 2017-2018
- Чемпіон Польщі (1):

«Легія»: 2017-2018